# ویل‌هویت (میزوری)
ویل‌هویت (به انگلیسی: Willhoit) یک منطقهٔ مسکونی در ایالات متحده آمریکا است که در میزوری واقع شده‌است. ویل‌هویت ۲۷۰ متر بالاتر از سطح دریا واقع شده‌است.